# Cody ChesnuTT
Cody ChesnuTT (* 1968 in Atlanta) ist ein US-amerikanischer Soul-Sänger und Gitarrist.

## Leben

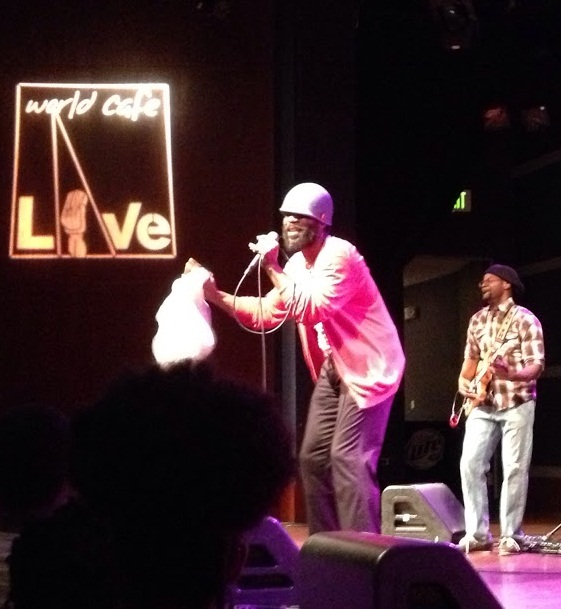
Cody ChesnuTT beim World Cafe Live in Philadelphia am 15. Juni 2013

Seine professionelle Karriere begann ChesnuTT erst im Jahre 2002. Musikalisch ist er hingegen bereits seit 1992 tätig. 2000 nahm er in seinem privaten „Home-Studio“ sein Debütalbum The Headphone Masterpiece auf, welches zwei CDs enthält.
Ein Jahr später veröffentlichte er mit The Roots eine Neuauflage seines Liedes The Seed unter dem Titel The Seed (2.0). Mit diesem Song konnte ChesnuTT erstmals in die internationalen Charts vorstoßen. Des Weiteren wurde sein Lied Look Good In Leather im Werbespot des Produktes AXE Instinct verwendet.
Ein Album zu seinem 2006er Einmann-Bühnen-Projekt The Live Release, aus dem nur wenige Songs einer breiteren Masse bekannt geworden sind (u. a. The Last Adam), blieb bis dato unveröffentlicht. Seinem Debüt folgte Ende 2010 die EP Black Skin No Value, bevor er im Oktober 2012 – fast 10 Jahre nach seinem ersten Album – sein zweites, Landing On A Hundred, veröffentlichte. Neben Aufnahmen in Memphis entstand das Album auch in Köln, wo es von dem deutschen Musiker Patrice koproduziert wurde. Seit Juni 2014 bietet ChesnuTT das Album inklusive B-sides + Remix EP auf seiner offiziellen Webseite zum kostenfreien Runterladen an.
2017 erschien sein drittes Album "My Love Devine Degree". Zudem steuerte er 2020 einen Song zum offiziellen Soundtrack des Pixar-Films Soul bei.

## Diskografie

### Alben
- 2002: The Headphone Masterpiece
- 2007: The Live Release (unveröffentlicht)
- 2010: Black Skin No Value (EP)
- 2012: Landing On A Hundred
- 2017: My Love Devine Degree

### Singles
- 2001: Look Good in Leather („AXE Instinct“-Werbespot (2009))
- 2001: The World is coming
- 2002: The Seed 2.0 (feat. The Roots)
- 2006: The Last Adam
- 2008: Afrobama
- 2013: Till I met Thee
- 2013: I've Been Life
- 2014: Gunpowder on the Letter (feat. Gary Clark jr.)